# John Cuneo
John Cuneo (Brisbane, 1928. június 16. – 2020. június 2.) olimpiai bajnok ausztrál vitorlázó.

## Pályafutása
Az 1972-es müncheni olimpián sárkányhajóban aranyérmet szerzett Thomas Andersonnal és John Shaw-val.

## Sikerei, díjai
- Olimpiai játékok
  - aranyérmes: 1972, München – sárkányhajó